# Université des arts islamiques de Tabriz

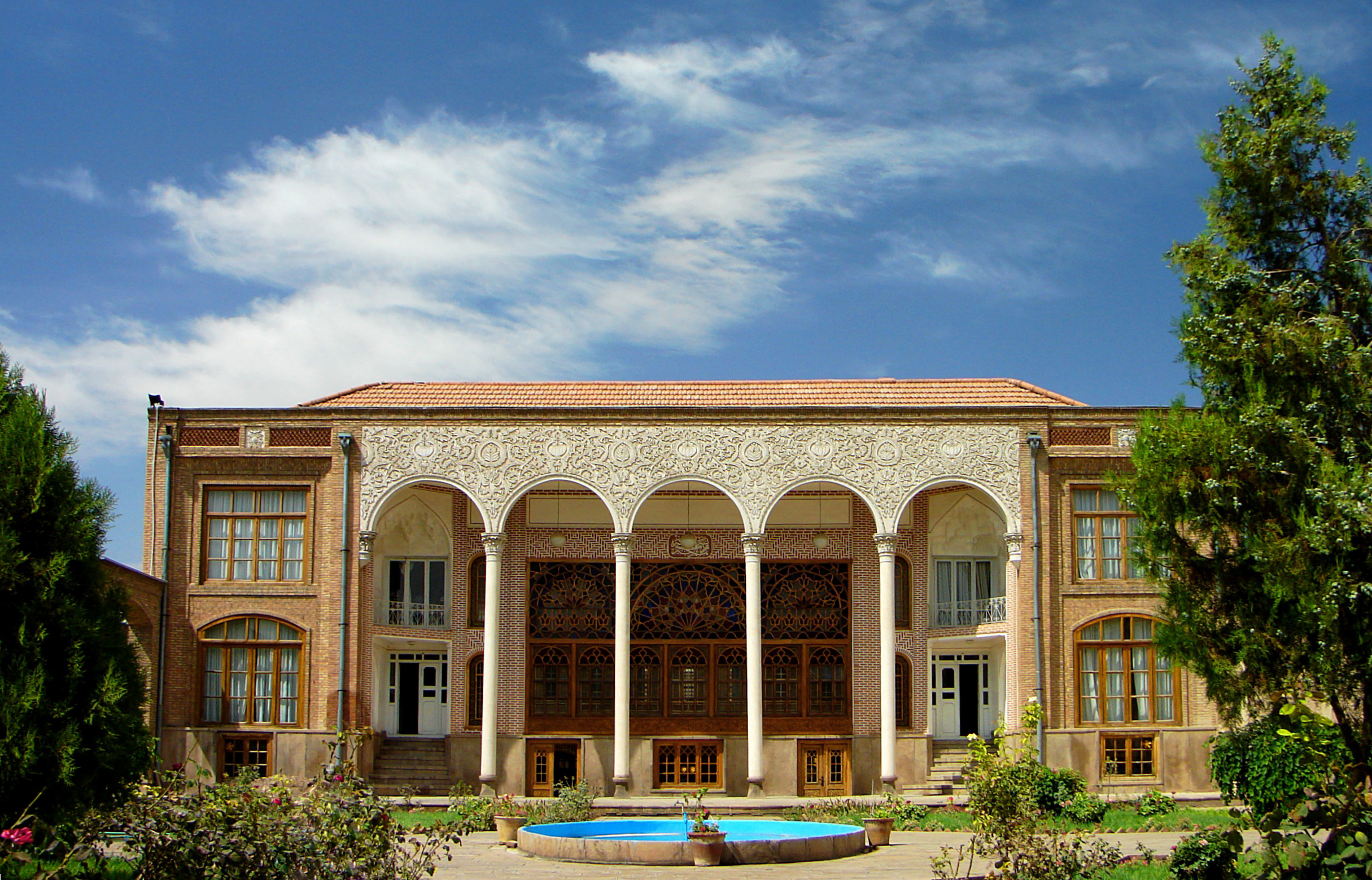
La maison de Behnam héberge une partie de la faculté d'Architecture.

L'université de l'art islamique de Tabriz est l'une des trois universités provinciales de l’art en Iran. Elle a été fondée en 1997 et avait pour but premier d'enseigner les arts et artisanats traditionnels de l’Iran, comme le tapis (tissage et dessin), la miniature, l'art du verre, la bijouterie, l'orfèvrerie, l'art du metal, l'art de bois et la poterie. Aujourd'hui, elle s'est diversifiée et propose des cours d'urbanisme, d'architecture ou de multimédia, ainsi que des études théoriques sur l'art islamique, son esthetique et son histoire. 
L’université se situe dans neuf bâtiments éparpillés dans le centre de Tabriz, dont siz datent de l’époque Zand et Qâdjâr, et sont déclarés appartenant au patrimoine national. Un septieme complexe date de l’époque pahlavi. Les deux derniers ont été créés récemment et sont consacrés à l'administration et à la faculté du multimédia.
Pour le moment elle est la seule université en Iran qui possède une unité de recherches doctorales sur l’architecture islamique, art islamique ainsi que de la recherche doctorales sur l'urbanisme islamique. Située d'une part au cœur de la province turcophone de l'Iran, Tabriz, l'ancienne capitale de la dynastie Ilkhanat et Safavide, et d'autre part à proximité du Caucase et de la Turquie, et avec les professeurs bilingues (turco-persan), elle possède une atmosphère très favorable à l'étude de l'art islamique.